# Glipa longipennis
Glipa longipennis es una especie de coleóptero de la familia Mordellidae.

## Distribución geográfica
Habita en Antsiranana (antes Diego Suárez), en la isla de Madagascar.